# گو دایمو
گو دایمو (انگلیسی: Go Daimu؛ زادهٔ ۳ سپتامبر ۱۹۹۳) بازیکن فوتبال اهل کره جنوبی است.